# Dolomiti Lublana
Dolomiti Lublana (słoweń. Smučarsko društvo Dolomiti Ljubljana) – słoweński klub narciarski z Lublany.
Klub powstał w 1976 roku. W jego skład wchodzi m.in. sekcja skoków narciarskich i kombinacji norweskiej.
Pod opieką klubu funkcjonuje pięć skoczni narciarskich o punktach konstrukcyjnych, umieszczonych na 9., 15., 23., 35. i 50. metrze.
Wśród reprezentantów klubu jest m.in. Jurij Tepeš, dawniej również Anja Tepeš (obecnie trenerka) i Peter Žonta.